# Матіясівська сільська рада
Матія́сівська сільська́ ра́да —колишня  адміністративно-територіальна одиниця та орган місцевого самоврядування в Березанському районі Миколаївської області. Адміністративний центр — село Матіясове.

## Загальні відомості
- Територія ради: 7,644 км²
- Населення ради: 874 особи (станом на 2001 рік)
- Водоймища на території, підпорядкованій даній раді: Сосицький лиман.

## Населені пункти
Сільській раді підпорядковані населені пункти:
- с. Матіясове
- с. Андрієво-Зорине
- с-ще Елеваторне
- с. Лиманське
- с. Шмідтівка

## Склад ради
Рада складалася з 12 депутатів та голови.
- Голова ради: Маліновський Віктор Петрович
- Секретар ради: Божеску Наталія Миколаївна

### Керівний склад попередніх скликань
| Прізвище, ім'я, по батькові  | Основні відомості                                                                     | Дата обрання | Дата звільнення |
| ---------------------------- | ------------------------------------------------------------------------------------- | ------------ | --------------- |
| Пушкарьова Любов Савеліївна  | Сільський голова, 1969 року народження, позапартійна                                  | 26.03.2006   | 31.10.2010      |
| Шубін Євген Євгенович        | Сільський голова, 1961 року народження, освіта незакінчена вища, член Партії регіонів | 31.10.2010   | 15.11.2012      |
| Маліновський Віктор Петрович | Сільський голова, 1960 року народження, освіта вища, безпартійний                     | 15.12.2013   |                 |

Примітка: таблиця складена за даними сайту Верховної Ради України

### Депутати
За результатами місцевих виборів 2010 року депутатами ради стали:

#### За суб'єктами висування
| Суб'єкт висування           | Кількість обраних депутатів | %    |
| --------------------------- | --------------------------- | ---- |
| Партія регіонів             | 7                           | 58,3 |
| Самовисування               | 4                           | 33,3 |
| Комуністична партія України | 1                           | 8,3  |

#### За округами
| № округу                    | Прізвище, ім'я, по батькові   | Дата визнання обраним | Освіта             | Партійна приналежність            | Відомості про обраного депутата                       |
| --------------------------- | ----------------------------- | --------------------- | ------------------ | --------------------------------- | ----------------------------------------------------- |
| Комуністична партія України |                               |                       |                    |                                   |                                                       |
| 12                          | Вісленко Федір Володимирович  | 03.11.2010            | середня            | член Комуністичної партії України | тимчасово не працює                                   |
| Партія регіонів             |                               |                       |                    |                                   |                                                       |
| 1                           | Архипенко Наталія Василівна   | 03.11.2010            | середня            | член Партії регіонів              | Матіясівський магазин, продавець                      |
| 3                           | Бондаренко Наталія Іванівна   | 03.11.2010            | вища               | позапартійна                      | Матіясівська загальноосвітня школа І-ІІ ст., директор |
| 7                           | Лозенко Тетяна Володимирівна  | 03.11.2010            | середня спеціальна | позапартійна                      | А-Зоринська сільська бібліотека, бібліотекар          |
| 8                           | Лозенко Олексій Олександрович | 03.11.2010            | незакінчена вища   | член Партії регіонів              | ЗАТ «Лакталіс», агент                                 |
| 9                           | Лозенко Оксана Миколаївна     | 03.11.2010            | вища               | позапартійна                      | тимчасово не працює                                   |
| 10                          | Лозенко Оксана Вікторівна     | 03.11.2010            | середня спеціальна | член Партії регіонів              | А-Зоринська загальноосвітня школа І-ІІ ст., вчитель   |
| 11                          | Лозенко Діана Іванівна        | 03.11.2010            | вища               | позапартійна                      | А-Зоринська загальноосвітня школа І-ІІ ст., вчитель   |
| Самовисування               |                               |                       |                    |                                   |                                                       |
| 2                           | Божеску Наталія Миколаївна    | 03.11.2010            | середня спеціальна | член Народної партії              | Матіясівська сільська рада, секретар сільської ради   |
| 4                           | Лазоренко Ніна Андріївна      | 03.11.2010            | середня спеціальна | позапартійна                      | Матіясівська сільська рада, головний бухгалтер        |
| 5                           | Яковенко Ольга Дмитрівна      | 03.11.2010            | середня спеціальна | позапартійна                      | тимчасово не працює                                   |
| 6                           | Налбандова Людмила Леонтіївна | 03.11.2010            | середня спеціальна | член Народної партії              | пенсіонер                                             |